# Морозов, Андрей Андреевич
Андрей Андреевич Морозов (род. 2 июля 1952, Уфа) — российский хозяйственный и политический деятель, инженер-металлург, бизнесмен. Депутат Государственной думы пятого созыва (2007—2011). Бывший член совета директоров акционерного общества «Магнитогорский металлургический комбинат»  (1998—2007)

## Биография
Андрей Морозов родился 2 июля 1952 года в Уфе. В 1974 году окончил Магнитогорский горно-металлургический институт по специальности «Обработка металлов давлением».
В 1974 году начал трудовую деятельность в качестве бригадира сдачи металла на Магнитогорском металлургическом комбинате. Затем работал начальником смены, заместителем начальника цеха, начальником цеха, главным прокатчиком комбината, начальником производственного Управления, директором УФР, заместителем генерального директора.
В 1993 году окончил Магнитогорский горно-металлургический институт по специальности «Организация управления производством».
В 1997—1998 годах работал первым заместителем генерального директора ММК Виктора Рашникова по финансам, экономике, недвижимости и ценным бумагам.
В 2000 избран депутатом третьего созыва, а в 2005 году переизбран депутатом четвёртого созыва Законодательного собрания Челябинской области.
В 1998 году в Магнитогорской горно-металлургической академии защитил диссертацию на соискание учёной степени кандидата технических наук на тему «Совершенствование технологии производства сортового проката с целью повышения его потребительских свойств» (научный руководитель Виктор Филиппович Рашников).
Член Совета директоров ММК с 22 мая 1998 года по 14 декабря 2007 года, заместитель председателя Совета директоров (2005—2007).
В 2001 году в Академии народного хозяйства при правительстве РФ защитил диссертацию на соискание учёной степени доктора экономических наук на тему «Формирование конкурентных преимуществ предприятий чёрной металлургии: на примере ОАО «Магнитогорский металлургический комбинат»).
2 декабря 2007 года избран депутатом Государственной Думы РФ пятого созыва в составе федерального списка кандидатов, выдвинутого партией «Единая Россия», был членом комитета по промышленности.
В 2008 году издание Forbes включило Морозова в рейтинг самых богатых депутатов Государственной Думы РФ, в собственности Морозова и его семьи находились различные предприятия, заведения общественного питания, торговые комплексы и рынки.
В 2014—2015 годах был депутатом Законодательного собрания Челябинской области пятого созыва.
В настоящее время на пенсии.
Почётный гражданин города Магнитогорска (2001).